# Joyful Jukebox Music
Joyful Jukebox Music è un album discografico di vecchi inediti del gruppo musicale statunitense The Jackson 5, che la Motown Records pubblicò nel 1976, quando il gruppo passò alla Epic. Nel 1975, i Jackson 5 annunciarono che stavano lasciando la Motown e firmando per la Epic Records. Prima della loro partenza dalla Motown, stavano registrando dozzine di canzoni per album. La Motown ha raccolto alcune registrazioni effettuate negli anni 1972-1975, per sessioni di registrazione e album: Skywriter, G.I.T.: Get It Together, Dancing Machine e Moving Violation. In quel periodo, oltre ai due album e alle tracce citate, Jermaine Jackson, Michael Jackson e Jackie Jackson pubblicarono ciascuno un album da solista in quel periodo (rispettivamente Come into My Life, Music & Me, Jackie Jackson e Forever, Michael).
Gli album Joyful Jukebox Music e Boogie furono distribuiti per un periodo molto breve, e l'album è uno degli album più rari dei Jackson 5, anche se non così scarso come Boogie. Nel 2004, è stato disponibile per un periodo limitato da Hip-O Select, per integrare la riedizione del 2001 "2 Album su 1 CD" della Motown degli album dei Jackson 5, su cui alcune di queste canzoni erano state pubblicate come tracce bonus. Anche se sono state stampate solo 5.000 copie, l'album contiene la versione completa inedita di oltre 15 minuti della canzone "Hum Along and Dance".

## Tracce
1. Joyful Jukebox Music – 3:14 (Tom Bee/Michael Edward Campbell)
2. Window Shopping – 2:48 (Clay Drayton/Tamy Smith/Pam Sawyer)
3. You're My Best Friend, My Love – 3:25 (Sam Brown III/Christine Yarian)
4. Love Is the Thing You Need – 3:06 (Fonce Mizell/Larry Mizell)
5. The Eternal Light – 3:15 (Mel Larson/Jerry Marcellino)
6. Pride and Joy – 2:43 (Norman Whitfield/Marvin Gaye/William Stevenson)
7. Through Thick and Thin – 3:05 (Mel Larson/Jerry Marcellino)
8. We're Here to Entertain You – 3:03 (Hal Davis/Nita Garfield/Charlotte O-Hara)
9. Make Tonight All Mine – 3:04 (Freddie Perren/Christine Yarian)
10. We're Gonna Change Our Style – 2:44 (Clay Drayton/Judy Cheeks)